# 문테니아

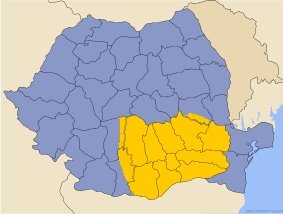
노란색으로 표시된 지역이 문테니아

문테니아(Muntenia)는 루마니아 남동부에 위치한 역사적 지역으로, 불가리아 국경과 가까운 지점에 위치하며 대부분 지역은 왈라키아에 속한다.
남쪽과 동쪽으로는 다뉴브강, 북쪽으로는 트란실바니아알프스산맥과 몰다비아 지방, 서쪽으로는 올트강과 접한다. 참고로 올트강은 문테니아 지방과 올테니아 지방 사이를 흐른다.
문테니아에는 다음과 같은 10개 주를 포함한다.
- 아르제슈주
- 이알로미차주
- 지우르지우주
- 일포브주 - 루마니아의 수도인 부쿠레슈티를 포함한다.
- 프라호바주
- 텔레오르만주
- 브러일라주
- 부저우주
- 컬러라시주
- 듬보비차주

## 같이 보기
- 올테니아
- 왈라키아